# Octarrhena aristata
Octarrhena aristata är en orkidéart som beskrevs av Pieter van Royen. Octarrhena aristata ingår i släktet Octarrhena och familjen orkidéer.
Artens utbredningsområde är Papua Nya Guinea. Inga underarter finns listade i Catalogue of Life.